# Debbie Armstrong
Debbie Armstrong (n. 6 decembrie 1963, Salem, Oregon, SUA) este o schioare alpină ce a reprezentat Statele Unite ale Americii, medaliată olimpică. A participat la două ediții ale Jocurilor Olimpice (1984, 1988) în care a câștigat o medalie de aur.